# 爟增六
爟增六，又名巨蟹座χ，BD+27 1589，HD 69897、SAO 80104、HR 3262，是巨蟹座的一颗恒星，视星等为5.14，位于銀經195.78，銀緯30.47，其B1900.0坐标为赤經8h 13m 59.4s，赤緯+27° 30.47′ 30″。